# Danmarks riksvapen

Danmarks lilla riksvapen, formellt kallat statsvapen

Danmarks stora riksvapen, formellt kallat kungligt vapen, i utseendet sedan 2025

Danmarks riksvapen är två stycken: det stora och det lilla riksvapnet. Det stora vapnet är enligt den i Danmark numera använda formella terminologin endast kungligt vapen, medan det lilla kallas statsvapen och är det vapen som skall användas av staten i de sammanhang som inte har direkt anknytning till kungen eller övriga kungahuset.

## Statsvapnet (lilla riksvapnet)
Det lilla vapnet, som sedan 1959 formellt kallas statsvapnet, består av en sköld med den vapenbild som traditionellt har symboliserat det egentliga Danmark. Skölden består av tre gående blå lejon, med röda tungor och krönta med gyllene kronor. Skölden är beströdd med nio röda sjöblad, vilka ofta har tolkats som hjärtan. Ovanpå skölden vilar den danska kungakronan, eftersom Danmark är en monarki.
Den äldsta kända bilden av vapnet finns i ett sigill som Knut VI skall ha använt omkring 1194. Vapnets tinkturer (färger) har tidigast påträffats i en vapenbok från omkring 1370. 
Vid en revision av vapnet 1819 bestämdes att lejonen skulle vara just lejon och inte, som tidigare, leoparder. Skillnaden mellan dessa djur i heraldisk utformning är, att lejon har sina huvuden i profil, medan leoparder vänder huvudet mot betraktaren. Lejonen betraktas dock som "leopardiserade", eftersom de går på alla fyra i stället för att gå upprest som heraldiska lejon normalt gör. I vapnets blasonering sägs inget om tinkturen på lejonens klor, men i nutida bilder brukar de bli gyllene. Eftersom även sköldytan är av guld, kan man med en heraldisk term hävda att lejonens kronor och klor är "skuggor" av kronor och klor. 
Antalet sjöblad har tidigare varit betydligt högre än idag. Huruvida sjöbladen faktiskt är sjöblad eller hjärtan har diskuterats redan på medeltiden och fortfarande finns det ingen enig uppfattning om detta.

## Det kungliga vapnet (stora riksvapnet)
Det stora riksvapnet innehåller förutom skölden för det egentliga Danmark också bilder för de ytterligare områden som ingår under det danska kungahuset. Idag (2025) är dessa områden Färöarna och Grönland. Det stora riksvapnet har sedan 1819 fyra större fält, separerade av ett dannebrogskors. Som sköldhållare syns två vildmän. Runt skölden syns ordenskedjorna för Elefantorden och Dannebrogsorden.
Sedan 1959 går det vapen som tidigare kallades stora riksvapnet formellt under beteckningen kungliga vapnet. 

### Historisk utveckling före 1972
Danmarks stora vapen har genomgått flera förändringar under historien, inte minst beroende på de skiftande förhållandena avseende överhögheten till Schleswig och Holstein. Vapnet har innehållit fält för besittningar tidigare regerade av danska kungar: Holstein, Stormarn, Ditmarsken, Lauenburg och Delmenhorst, samt två medeltida kungatitlar: De Venders og de Goters Konge.
Från Kalmarunionens tid och fram till 1819 ingick Norges vapen i det danska kungavapnet, eftersom den danske kungen också var kung av Norge fram till 1814. Vid den ovannämnda revisionen 1819, som bestämde djuren i Danmarksvapnet till lejon, utmönstrades också Norges vapen från Danmarks stora riksvapen. Det skedde efter påtryckningar från Sverige, som nu var i union med Norge.
Island ingick länge i det danska riket och Islands vapen fanns även efter dess självständighet 1918 i det danska vapnet, till 1948. Kristian X, som dog året innan, hade nämligen varit kung av Island från dess självständighet 1918 och till 1944, då Island blev republik. Före 1903 var det isländska vapnet, både i det danska riksvapnet och på själva ön, en krönt stockfisk i rött fält. Det vapen som representerade Island i det danska vapnet från 1903 var emellertid inte det självständiga Islands korsvapen utan det vapen med en falk som gällde 1903-1919. 
Fältet med tre kronor infördes i riksvapnet under Kalmarunionens tid och behölls även efter Sveriges frigörelse från den. Om Danmarks rätt att föra det svenska vapnet och om betydelsen av de tre kronorna tvistades ivrigt under 1500-talets senare del. Det var också en av anledningarna till nordiska sjuårskriget på 1560-talet (en annan anledning var en konflikt om Estland). Tre kronor ingick fram till 2024 i Danmarks riksvapen.

### 1972–2024
Det vapen som fastställdes vid drottning Margrethe II:s trontillträde 1972 bestod av flera fält. I första och fjärde fältet återfanns vapnet för det egentliga Danmark: tre heraldiska leopardiserade lejon omgivna av sjöblad. I andra fältet fanns vapnet för Schleswig (Slesvig på danska, idag Sönderjylland): Två heraldiska lejon utan sjöblad. (Schlesvigs vapen återfinns i det tyska förbundslandet Schleswig-Holsteins vapen; det historiska Schleswig är delat mellan Danmark och Tyskland.) Det tredje fältet var uppdelat i flera: där fanns vapnen för Grönland, en sittande isbjörn mot blå bakgrund; för Färöarna, en vädur i blått fält; samt tre kronor, som ett minne av Kalmarunionen.

### 2025–
Den 20 december 2024 fastställde kung Frederik X ett nytt kungligt vapen, som började gälla 1 januari 2025. Tre kronor försvann därför att det inte längre ansågs vara aktuellt, och vapnen för Grönland och Färöarna fick egna fält. Schlesvigs vapen flyttades från andra till fjärde fältet. Färöarnas vapen placerades i det andra fältet med motiveringen att det var äldre än Grönlands vapen, som i följd fick hela det tredje fältet. Dannebrogskorset som delar fälten fick tillbaka sitt äldre utseende. Hjärtskölden visar vapnet för ätten Oldenburg, som kung Frederik X tillhör genom sitt möderne. Det stora vapnet har som sköldhållare två vildmän. Runt skölden syns ordenskedjorna för Elefantorden och Dannebrogsorden.

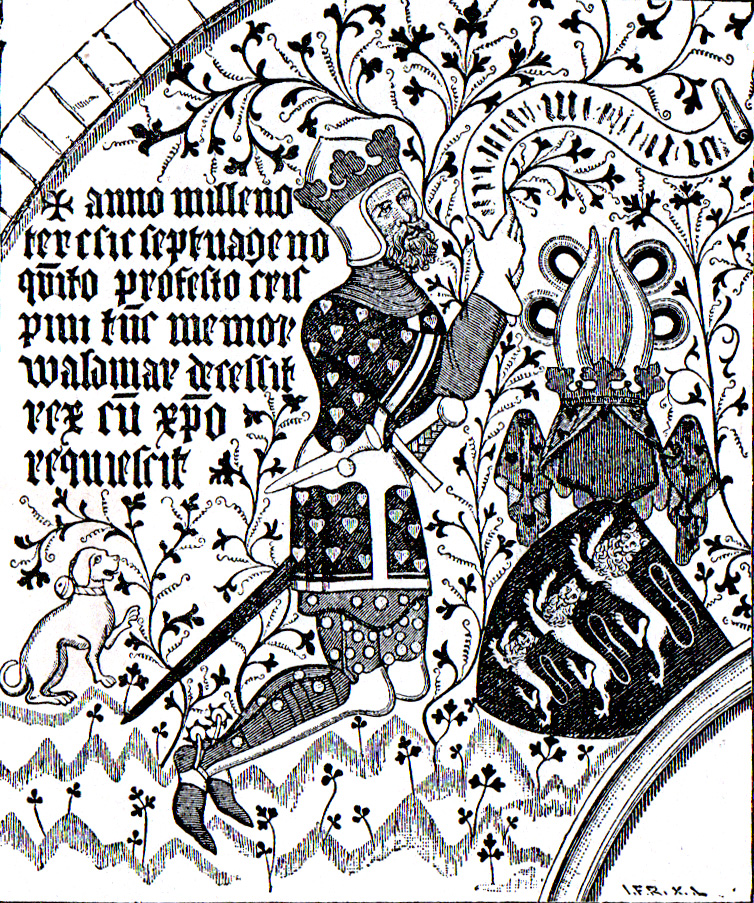
En bild av Valdemar Atterdag (kung 1340-1375) med sitt vapen
Vapnet under Fredrik IV:s tid (1699-1730)
Danmarks stora riksvapen 1819-1903
Danmarks stora riksvapen 1903-1948
Danmarks stora riksvapen 1948-1972, från 1959 formellt endast kungligt vapen
Danmarks stora riksvapen 1972-2024